# Leopold Niemirowski

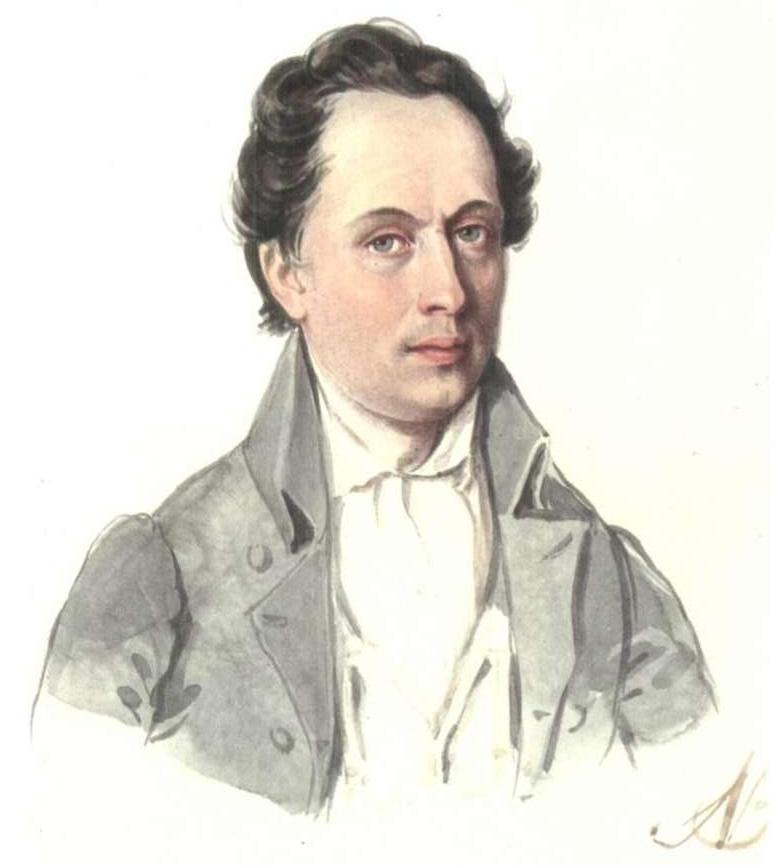
Nikołaj Bestużew – Portret Leopolda Niemirowskiego

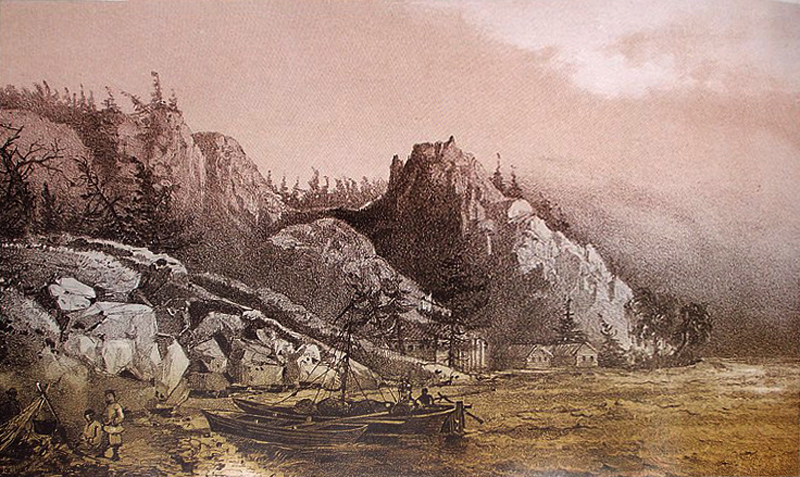
Niemirowski: Kopalnia złota na zachodnim brzegu Bajkału 1861

Leopold Niemirowski (ur. 1810 we wsi Tahaczyn w powiecie kowelskim, zm. 1883 w Lubomlu na Wołyniu) – polski malarz, powstaniec styczniowy, zesłaniec syberyjski.
Ukończył w Łucku szkołę średnią, a następnie prawo na Uniwersytecie Wileńskim. Jako członek sprzysiężenia Piotra Wysockiego, walczył w powstaniu listopadowym. Ranny w bitwie pod Ostrołęką przedostał się do Galicji. Zamieszkał we Lwowie. Powrócił na Wołyń, gdzie został aresztowany i uwięziony w Kijowie. Ułaskawiony w roku 1836 powrócił do działalności konspiracyjnej, został ponownie aresztowany w Odessie w związku ze sprawą Szymona Konarskiego i skazany 14 lutego 1839 w Kijowie na karę śmierci, zamienioną na 20 lat katorgi na Syberii. Przebywał w Tobolsku, Usolsku i Irkucku. Został zatrudniony w warzelni soli.
Dzięki zauważonym przez dyrektora warzelni uzdolnieniom rysunkowym został w roku 1844 członkiem wyprawy Towarzystwa Geograficznego Rosyjskiego badającej Kamczatkę i tereny zamieszkałe przez: Koriaków, Jakutów i Czukczów. Rysunki Niemirowskiego zostały przekazane do Anglii, gdzie sporządzono z nich staloryty, wykorzystane do druku albumu.
Przebywając na zesłaniu Niemirowski spotkał się z dekabrystami Mikołajem i Michaiłem Bestużew.
W roku 1856 ukazał się album „Podróż po Wschodniej Syberii” z rysunkami Leopolda Niemirowskiego. Ze względu na status więźnia politycznego autorstwo jego rysunków nie zostało ujawnione.
W latach 1847–1848 członkowie sprzysiężenia Szymona Konarskiego zostali przeniesieni do europejskiej części Rosji i osadzeni w Tambowie.
W roku 1857 został amnestionowany i zamieszkał w Irkucku, skąd podejmował wyprawy do wschodnich rejonów Rosji. Zajmował się też nauczaniem rysunku i portretowaniem rosyjskiej elity Irkucka i polskich zesłańców. Pod koniec życia powrócił z Rosji i przedstawiał swoje prace na wystawach w Paryżu (1867) oraz w Towarzystwie Zachęty Sztuk Pięknych w Warszawie (1870).
W roku 2010 ukazał się w Irkucku album rysunków Niemirowskiego poświęconych wschodniej Syberii. 5 maja 2010 w muzeum dekabrystów w Irkucku, mieszczącym się w pałacyku Wołkońskich, z okazji 200-lecia urodzin Lepolda Niemirowskiego otwarto wystawę kopii jego prac, przekazanych przez polskie Ministerstwo Kultury i Dziedzictwa Narodowego.